# Snowboard Kids 2
Snowboard Kids 2 (Super Snobow Kids (超スノボキッズ, Chō sunobo kizzu) au Japon) est un jeu vidéo de sport de glisse sorti en 1999 sur Nintendo 64. Le jeu a été développé par Racdym et édité par Atlus.
Le jeu est la suite de Snowboard Kids.

## Accueil
- Nintendo Power : 7,3/10[1]